# Scolelepis cantabra
Scolelepis cantabra är en ringmaskart som först beskrevs av Rioja 1918.  Scolelepis cantabra ingår i släktet Scolelepis och familjen Spionidae. Arten har ej påträffats i Sverige. Inga underarter finns listade i Catalogue of Life.